# Tulo
Der Tulo (Lolo Tulo) ist ein 1285 m hoher Berg in Osttimor. Er befindet sich an der Grenze zwischen den Aldeias Gole (Suco Deudet) und Tepa (Suco Opa) im Verwaltungsamt Lolotoe (Gemeinde Bobonaro). Nördlich liegt das Dorf Itililig (Gole), südwestlich die Dörfer Deudet und Bou-Tal und südöstlich der Berg Sibi (976 m).